# Linearyzm

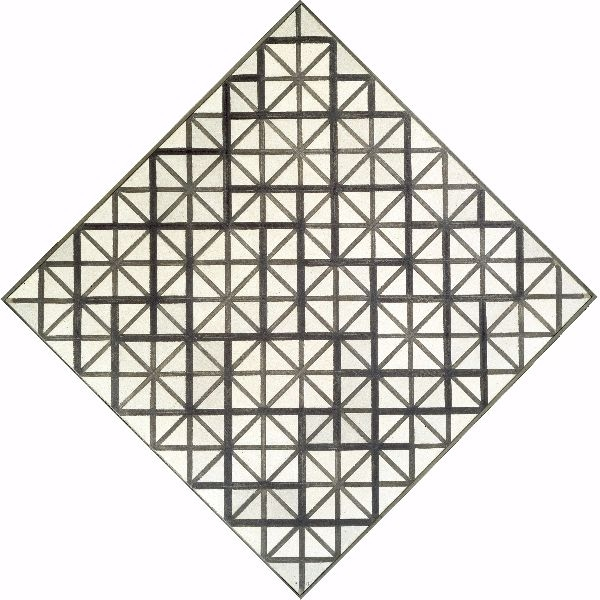
Piet Mondrian, Romb z szarymi liniami, 1918 r.

Linearyzm – tendencja w malarstwie lub grafice polegająca na wydobyciu kształtu, plastyki i ekspresji przedstawionego przedmiotu czy postaci przez akcentowanie wartości dekoracyjnych, głównie konturu i linii.